# 패배

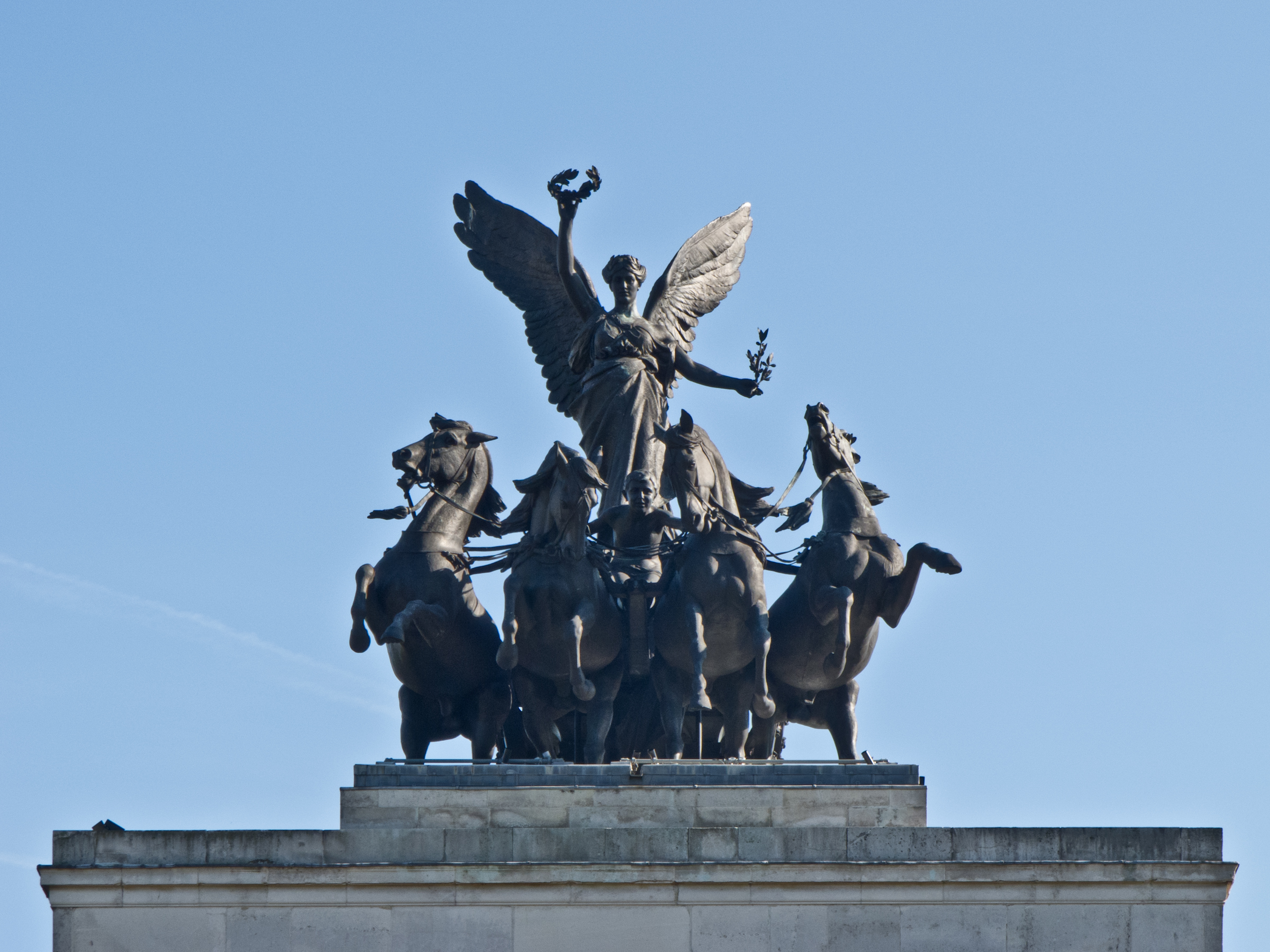
영국 런던 웰링턴 아치에 조각되어 있는 빅토리아 조각상.

패배(敗北) 또는 디피트(영어: Defeat)는 전쟁과 관련하여 개인 간 결투의 실패를 가리키지만, 더 넓은 뜻으로는 어떠한 경쟁에라도 적용할 수 있다. 군사행동에서의 실패는 전략적 실패으로 간주되는 반면, 교전에서의 실패는 전술적 실패로 간주된다. 정서적으로 패배는 의기가 찬 감정을 수반하며 인간 행위에서는 강력한 엔도르핀을 동반한다.

## 같이 보기
- 승리